# Tomocerus grahami
Tomocerus grahami är en urinsektsart som beskrevs av Christiansen 1980. Tomocerus grahami ingår i släktet Tomocerus och familjen långhornshoppstjärtar. Inga underarter finns listade i Catalogue of Life.